# بد (آلبوم)
بَـد (به انگلیسی: BAD) نام هفتمین آلبوم استودیویی مایکل جکسون است. این آلبوم در ۳۱ اوت ۱۹۸۷ (‎۹ شهریور ۱۳۶۶) منتشر شد. ضبط این آلبوم حدود پنج سال بعد از آلبوم قبلی جکسون با نام تریلر که به عنوان پرفروش‌ترین آلبوم موسیقی جهان شناخته می‌شود، شروع شد.
۹ ترانه از ۱۱ ترانهٔ آلبوم بد توسط خود جکسون نوشته شده است. آلبوم بد با فروش بیش از ۴۵ میلیون نسخه در جهان تا سال ۲۰۱۲، چهارمین آلبوم پرفروش جهان در تمام دوران‌ها است.
بد اولین و یکی از دو آلبومی است که ۵ آهنگ آن در جدول ۱۰۰ آهنگ داغ بیلبورد شماره یک بوده است. این آلبوم تا ۲۴ سال به عنوان تنها آلبومی شناخته می‌شد که این رکورد را داشت اما در سال ۲۰۱۱، آلبوم رویای نوجوانی از کتی پری با ۵ تک‌آهنگ شماره یک در جدول آمریکا، در این رکورد با آلبوم بد سهیم شد. این آلبوم نامزد ۶ جایزه گرمی شد که در ۲ مورد برنده شد.
در سال ۲۰۱۲ به مناسبت بیست‌وپنجمین سالروز انتشار بد، آلبوم بد ۲۵ در ۸ سپتامبر منتشر شد.

## بد ۲۵

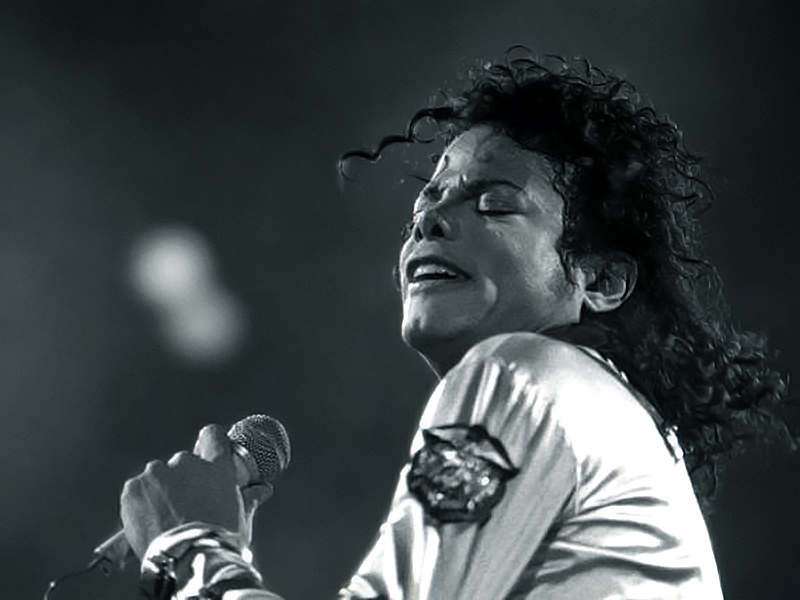
بد 25 آلبومی از مایکل جکسون

بد ۲۵ در ۳ می ۲۰۱۲ اعلام شد که بنیاد جکسون و اپیک رکوردز آلبوم بیست و پنجمین سالگرد Bad را منتشر خواهند کرد. این آلبوم بد ۲۵ نام داشت و در ۱۸ سپتامبر ۲۰۱۲ منتشر شد. از زمان انتشار Bad 25، نسخه ویژه ۲۰۰۱ متوقف شد.
آلبوم بد ۲۵ دارای سه عدد سی‌دی، یک عدد دی‌وی‌دی و دو کتابچه است. یکی از سی‌دی‌ها دربرگیرندهٔ ترانه‌های اصلی آلبوم بد است. دیگری دربرگیرندهٔ نسخه‌های ریمیکس و دِموی آلبوم بد است. و آخرین سی‌دی نیز نسخهٔ صوتی کنسرت روز ۱۶ ژوئیه در ورزشگاه ومبلی است. سی‌دی سوم، نخستین آلبوم زندهٔ جکسون است.
همچنین دو کتابچه از عکس‌های پیشتر دیده نشدهٔ مربوط به جلسه‌های ضبط، فیلمبرداری‌ها و تور بد در کنار طرح جلد آلبوم، یک پوستر دو رویه و چیزهای بیشتر در این مجموعه گنجانده شده‌اند.
یک دی‌وی‌دی حاوی کنسرتی از تور جهانی بد نیز پخش شده است.
در روز ۵ ژوئن ۲۰۱۲ در ایالات متحده نسخهٔ اصل سی‌دی تک‌آهنگ «نمی‌تونم دوستت نداشته باشم» همراه با یک دِموی منتشر نشده از آلبوم بد با عنوان «Don't Be Messin Round» منتشر شد.
برای تبلیغ بد ۲۵، بنیاد مایکل جکسون با شرکت نوشابه‌سازی پپسی قراردادی بسته است تا ۱ میلیارد قوطی نوشابه با تصویری از جکسون در لباس نماهنگ «مجرم زیرک» روانهٔ بازار شود.

## مقدمه و ضبط
بد، هفتمین آلبوم انفرادی (سولو) مایکل است. آلبوم پنجم او که در سال ۱۹۷۹ میلادی (۱۳۵۸ ه‍.ش) با نام «غیر معمول» منتشر شد، به یکی از پرفروش‌ترین آلبوم‌های موسیقی تبدیل شد. همچنین آلبوم ششم او با نام «تریلر» که در سال ۱۹۸۲ (۱۳۶۱ ه‍.ش) منتشر شد، در عرض یک سال به پرفروش‌ترین آلبوم موسیقی جهان در تمام دوران‌ها تبدیل شد و تا به امروز هم این مقام را با اختلاف بسیار زیاد -تقریبأ ۶۰ میلیون نسخه- حفظ کرده است.
بد اولین آلبوم استودیویی مایکل بود که پس از جدایی از گروه جکسون فایو در سال ۱۹۸۴، منتشر شد. این آلبوم ۵ سال پس از «تریلر» منتشر شد. بد سومین و آخرین آلبومی بود که کوئینسی جونز، تهیه‌کنندهٔ سرشناس، در آن با مایکل همکاری کرد. مایکل ساخت نسخه‌های نمایشی (دِمو) این آلبوم را از سال ۱۹۸۴ آغاز کرده بود. ضبط رسمی آلبوم بد از ۵ ژانویه ۱۹۸۷ تا ۹ ژوئیه ۱۹۸۷ و به مدت ۶ ماه بود.
۹ ترانه از ۱۱ ترانهٔ این آلبوم را خود مایکل جکسون به تنهایی نوشته است. در ابتدا مایکل برای این آلبوم ۶۰ ترانه نوشته بود و ۳۰ تا از آن‌ها را نیز ضبط کرد و تصمیم داشت آن‌ها را بر روی ۳ سی‌دی منتشر کند. اما کوئینسی به مایکل پیشنهاد داد که فقط ۱۰ ترانه را منتشر کند. زمانی هم که آلبوم منتشر شد، ترانهٔ تنهام بزار به عنوان تراک اضافی به همراه آلبوم عرضه شد.
آلبوم بد در ابتدا و پیش از آغاز کار، به عنوان اثری دونفره بین مایکل و پرینس در نظر گرفته شده بود. دیگر هنرمندان برجسته‌ای که قرار بود نقشی در ضبط این آلبوم داشته باشند، عبارت بودند از: ویتنی هیوستون، آرتا فرانکلین و باربارا استرایسند که هیچ‌کدام از آن‌ها نتوانستند در ضبط آلبوم نقش داشته باشند.

## سرایش و سبک موسیقی
متن ترانه‌های آلبوم بد دارای سبک‌های عاشقانه، حماسی و پارانویا است.
ترانهٔ «دایانای کثیف» از طرف منتقدان به ترانه‌ای زن‌ستیزانه متهم گردید.
همچنین ترانهٔ «تنهام بزار» نوعی پارانویا توصیف شد.
ترانهٔ «مرد درون آینه» نیز سبکی حماسی داشت و به شنونده، نصیحتی ساده و راستگویانه می‌کرد:
| من با مرد درون آینه شروع می‌کنم                             |
| از او درخواست می‌کنم که مسیرش را تغییر دهد                  |
| و هیچ پیامی از این روشن‌تر نیست                             |
| که اگر می‌خواهی جهان را به مکانی بهتر تبدیل کنی             |
| اول باید به خودت نگاهی بیندازی و تغییر را از خودت آغاز کنی |

متن ترانهٔ «سرعت فریبنده» دربارهٔ سرعت است.
ترانهٔ «دختر لیبریایی» متنی عاشقانه دارد.
در ترانهٔ «فقط نمی‌تونم دوست داشتنت رو مهار کنم» که با همراهی سیدا گرت ضبط شده است، بیشتر از بشکن انگشت و طبل استفاده شده.
در «حسی که تو به من میدی» از هارمونی‌های بلوز استفاده شده است.
متن «قسمت دیگر من» از مردم درخواست می‌کند که با هم متحد و «ما» شوند.

## انتشار و میزان فروش
آلبوم بد اولین آلبوم مایکل بعد از «تریلر» که ۵ سال پیش منتشر شد، بود. زمانی که مایکل بد را در ۳۱ آگوست ۱۹۸۷ (‎۹ شهریور ۱۳۶۶) به صورت رسمی وارد بازار کرد، «تریلر» هنوز فروش میلیونی داشت. به همین دلیل انتظارات از آلبوم بد بسیار بسیار بالا بود. آلبوم بد تقریبأ پس از گذشت ۲۵ روز از زمان انتشارش توانست در تاریخ ۲۶ سپتامبر ۱۹۸۷ به رتبهٔ یک جدول بیلبورد ۲۰۰ دست یابد و نامبر وان شود.
بد توانست ۶ هفتهٔ پشت سر هم در رتبهٔ یک جدول بیلبورد ۲۰۰ باقی بماند.
همچنین آلبوم بد در تاریخ ۳ اکتبر ۱۹۸۷ توانست به رتبهٔ ۱ جدول آلبوم‌های هیپ‌هاپ/آر اند بی بیلبورد دست یابد.
این آلبوم تا به امروز ۸ گواهی‌نامهٔ پلاتین را از انجمن صنعت ضبط آمریکا (RIAA) به خاطر فروش ۸ میلیون نسخه در آمریکا دریافت کرده است.
آلبوم بد یک موفقیت جهانی بزرگ بود. این آلبوم در ۵ روز اول انتشارش در بریتانیا بیش از ۵۰۰ هزار نسخه فروش کرد و توانست ۱۳ بار گواهی‌نامهٔ پلاتین را به خاطر فروش ۳٫۹ میلیون نسخه‌ای تا به امروز دریافت کند.
همچنین بد در کشورهای کانادا،
ژاپن،
بریتانیا،
سوئیس، نیوزلند، استرالیا، سوئد و نروژ نامبر وان شد.
بد در بسیاری از کشورهای جهان گواهی‌نامه‌های مختلف دریافت کرد. در کانادا ۷ گواهی‌نامهٔ پلاتین به خاطر فروش بیش از ۷۰۰ هزار نسخه از انجمن صنعت ضبط کانادا دریافت کرد.
این آلبوم با فروش جهانی بیش از ۴۵ میلیون نسخه تا سال ۲۰۱۲، چهارمین آلبوم پرفروش جهان در تمام دوران‌ها است.
ترانهٔ «فقط نمی‌تونم دوست داشتنت رو مهار کنم» اولین تک‌آهنگ منتشر شده از آلبوم بود. این ترانه توانست در جدول ۱۰۰ اثر برتر بیلبورد نامبر وان شود.
دومین تک‌آهنگ آلبوم با نام «بد» نیز نامبر وان شد.
«حسی که تو به من میدی» هم سومین تک‌آهنگ آلبوم بود و نامبر وان شد.
«مرد درون آینه» هم نامبر وان شد.
«دایانای کثیف» هم پنجمین و آخرین تک‌آهنگی بود که نامبر وان شد.

## موزیک ویدئوها
در موزیک ویدئوی ۱۸دقیقه برای بد به کارگردانی مارتین اسکورسیز جکسون شروع به انجام القائات و طراحی رقصی کرد که در کارهای قبلی او دیده نشده بود. او در موقعیت‌های خاصی سینه، تنه یا خشتک شلوارش رابه چنگ می‌گرفت یا لمس می‌کرد. در حالی که او این حرکات را به عنوان بخشی از «طراحی رقص» معرفی کرده، طرفداران و منتقدان واکنش‌های مختلف و متضادی در پذیرش این حرکات بروز داده‌اند. مجله تایم این حرکات را «دون ش‍ان» نامید. در این ویدئو وسلی اسنایپس نیز حضور داشت. در آینده افراد مشهور معمولاً در ویدئوهای جکسون به ایفای نقش‌های کوتاه می‌پرداختند. برای «مجرم زیرک»، جکسن تکنیک «حرکت مایل ضد جاذبه» را برای اجرایش اختراع کرد که به شمارهٔ US Patent No. ۵٫۲۵۵٫۴۵۲ ثبت اختراع شد. با اینکه موزیک ویدئوی «تنهام بذار» به‌طور رسمی در آمریکا منتشر نشد در ۱۹۸۹ برنده جایزه شیر طلایی بخاطر کیفیت جلوه‌های ویژه بکار رفته در تولید آن شد. در ۱۹۹۰ «تنهام بذار» برنده یک جایزه گرمی برای «بهترین موزیک ویدئو فرم کوتاه» شد.

## تمجیدها و انتقادها
| بررسی انتقادی  | بررسی انتقادی |
| منبع           | رتبه‌بندی      |
| -------------- | ------------- |
| آل‌میوزیک       | [ ۴ ]         |
| رابرت کریستیگو | ب+            |
| نیویورک تایمز  | مطلوب         |
| رولینگ استون   | [ ۵ ]         |
| یاهو! موسیقی   | مطلوب         |

در سال ۲۰۰۹ شبکهٔ وی‌اچ‌وان گفت:

انتظارات از آلبوم بد به صورت مسخره‌ای بالا بود. حتی زمانی که جکسون در حال برنامه‌ریزی برای همکاری با هنرمندانی همانند پرینس و ویتنی هیوستون بود، این توقعات بالاتر نیز رفت. آلبوم بد یک پروژه کاملأ شخصی برای جکسون بود. او ۹ ترانه از ۱۱ ترانهٔ آلبوم را خودش به تنهایی نوشته بود.

| سال  | تمجیدکننده                 | کشور         | اثر نامزد شده | تمجید                                                                               | منبع   |
| ---- | -------------------------- | ------------ | ------------- | ----------------------------------------------------------------------------------- | ------ |
| ۱۹۸۸ | جایزه گرمی                 | ایالات متحده | آلبوم بد      | بهترین مهندسی ضبط - غیر کلاسیک                                                      | [ ۲۳ ] |
| ۱۹۹۰ | جایزه گرمی                 | ایالات متحده | «تنهام بزار»  | بهترین موزیک ویدئو - فرم کوتاه                                                      | [ ۲۴ ] |
| ۲۰۰۳ | رولینگ استون               | ایالات متحده | آلبوم بد      | ۵۰۰ آلبوم عظیم جهان در تمام دوران‌ها (رتبهٔ ۲۰۲)                                      | [ ۲۵ ] |
| ۲۰۰۹ | وی‌اچ‌وان                    | ایالات متحده | آلبوم بد      | ۱۰۰ آلبوم عظیم جهان در تمام دوران‌ها از زمان تأسیس شبکهٔ ام‌تی‌وی در سال ۱۹۸۱ (رتبهٔ ۴۳) | [ ۲۶ ] |
| ۲۰۰۳ | Quintessence Editions Ltd. | بریتانیا     | آلبوم بد      | ۱۰۰۱ آلبومی که باید قبل از مرگ بشنوید                                               | [ ۲۷ ] |

## رکوردها
آلبوم بد، اولین و تنها آلبوم موسیقی جهان در تمام طول تاریخ است که ۵ ترانهٔ آن توانست در جدول ۱۰۰ اثر برتر بیلبورد شمارهٔ یک شود: «نمی‌تونم دوستت نداشته باشم»، «بد»، «حسی که تو به من میدی»، «مرد درون آینه» و «دایانای کثیف».

## فهرست ترانه‌ها
| شماره | نام                                              | نویسنده(ها)                | مدت  |
| ----- | ------------------------------------------------ | -------------------------- | ---- |
| ۱.    | «بد»                                             | مایکل جکسون                | ۴:۰۷ |
| ۲.    | «حسی که تو به من میدی»                           | مایکل جکسون                | ۴:۵۷ |
| ۳.    | «سرعت فریبنده»                                   | مایکل جکسون                | ۴:۰۱ |
| ۴.    | «دختر لیبریایی»                                  | مایکل جکسون                | ۳:۵۳ |
| ۵.    | «فقط دوستای خوب» (با همراهی استیو واندر)         | Terry Britten, Graham Lyle | ۴:۰۶ |
| ۶.    | «قسمت دیگر من»                                   | مایکل جکسون                | ۳:۵۴ |
| ۷.    | «مرد درون آینه»                                  | سیدا گرت، گلن بالارد       | ۵:۲۰ |
| ۸.    | «نمی‌تونم دوستت نداشته باشم» (با همراهی سیدا گرت) | مایکل جکسون                | ۴:۱۱ |
| ۹.    | «دایانای کثیف»                                   | مایکل جکسون                | ۴:۴۱ |
| ۱۰.   | «مجرم زیرک»                                      | مایکل جکسون                | ۴:۱۷ |

| ویرایش سی‌دی | ویرایش سی‌دی  | ویرایش سی‌دی | ویرایش سی‌دی |
| شماره       | نام          | نویسنده(ها) | مدت         |
| ----------- | ------------ | ----------- | ----------- |
| ۱۱.         | «تنهام بزار» | مایکل جکسون | ۴:۴۰        |

| ویرایش خاص ۲۰۰۱ | ویرایش خاص ۲۰۰۱                                                                              | ویرایش خاص ۲۰۰۱         | ویرایش خاص ۲۰۰۱ |
| شماره           | نام                                                                                          | نویسنده(ها)             | مدت             |
| --------------- | -------------------------------------------------------------------------------------------- | ----------------------- | --------------- |
| ۱۲.             | «مصاحبهٔ کوئینسی جونز #۱»                                                                     |                         | ۴:۰۳            |
| ۱۳.             | «فاحشه»                                                                                      | مایکل جکسون             | ۵:۴۹            |
| ۱۴.             | «مصاحبهٔ کوئینسی جونز #۲»                                                                     |                         | ۲:۵۳            |
| ۱۵.             | «Todo Mi Amor Eres Tu (نسخهٔ اسپانیایی نمی‌تونم دوستت نداشته باشم)» (featuring Siedah Garrett) | مایکل جکسون، روبن بلیدز | ۴:۰۵            |
| ۱۶.             | «مصاحبهٔ کوئینسی جونز #۳»                                                                     |                         | ۲:۳۰            |
| ۱۷.             | «Spoken Intro to Fly Away»                                                                   |                         | ۰:۰۸            |
| ۱۸.             | «ول»                                                                                         | مایکل جکسون             | ۳:۲۶            |

- Re-issues of Bad feature a number of changes when compared to the original 1987 release:[۲۸]

1. "Bad" has a modified horn arrangement.
2. "The Way You Make Me Feel" has richer vocalizations and background vocals.
3. "I Just Can't Stop Loving You" omits Michael Jackson's spoken intro.
4. "Dirty Diana" is replaced with the 7-inch edit of the song.
5. "Smooth Criminal" omits the dramatic breathing within the intro.

## واژه‌نامه
1. ↑  Just Good Friends
2. ↑  Streetwalker
3. ↑  Fly Away